# Lac Nichicun
Der Lac Nichicun ist ein See in der Verwaltungsregion Nord-du-Québec der kanadischen Provinz Québec.

## Lage
Der Lac Nichicun liegt ungefähr 200 km nordöstlich des Lac Mistassini in Zentral-Labrador.
Der See liegt im Bereich des Kanadischen Schildes auf 500 m Höhe. Der Lac Nichicun wird durch die mittig im See gelegene große Insel La Grande Île in viele Seitenbuchten gegliedert. Die Seefläche beträgt 272 km². Der Rivière Nichicun fließt vom östlich gelegenen Lac Artigny dem See zu. Der große östlich benachbarte See Lac Naococane wird ebenfalls über den Rivière Nichicun entwässert. Der Lac Nichicun selbst gilt als "Quelle" des La Grande Rivière, der den See an dessen Nordufer verlässt und zur James Bay fließt.
Am Nordufer des Sees befindet sich Nitchequon, ein früherer Handelsposten, der aufgegeben wurde.
Der Name des Sees leitet sich von dem Cree-Wort für Fischotter ab.